# Geranium lignosum
Geranium lignosum är en näveväxtart som beskrevs av Reinhard Gustav Paul Knuth. Geranium lignosum ingår i släktet nävor, och familjen näveväxter. Inga underarter finns listade i Catalogue of Life.